# 鳥取県道161号倉吉江北線
鳥取県道161号倉吉江北線（とっとりけんどう161ごう くらよしえきたせん）は、鳥取県倉吉市から東伯郡北栄町に至る一般県道である。

## 概要
倉吉市旭田町から東伯郡北栄町江北に至る。

### 路線データ
- 起点：鳥取県倉吉市旭田町（旭田町交差点、国道313号上）
- 終点：鳥取県東伯郡北栄町江北（国道9号交点）
- 総延長：9.3 km

## 路線状況

### 重複区間
- 国道313号（倉吉市旭田町・旭田町交差点 - 倉吉市福吉町・福吉町交差点）
- 鳥取県道249号清谷北条線（倉吉市新田・新田橋西詰交差点 - 倉吉市大塚）

### 道路施設

#### 橋梁
- 三明寺橋（小鴨川、倉吉市）

## 地理

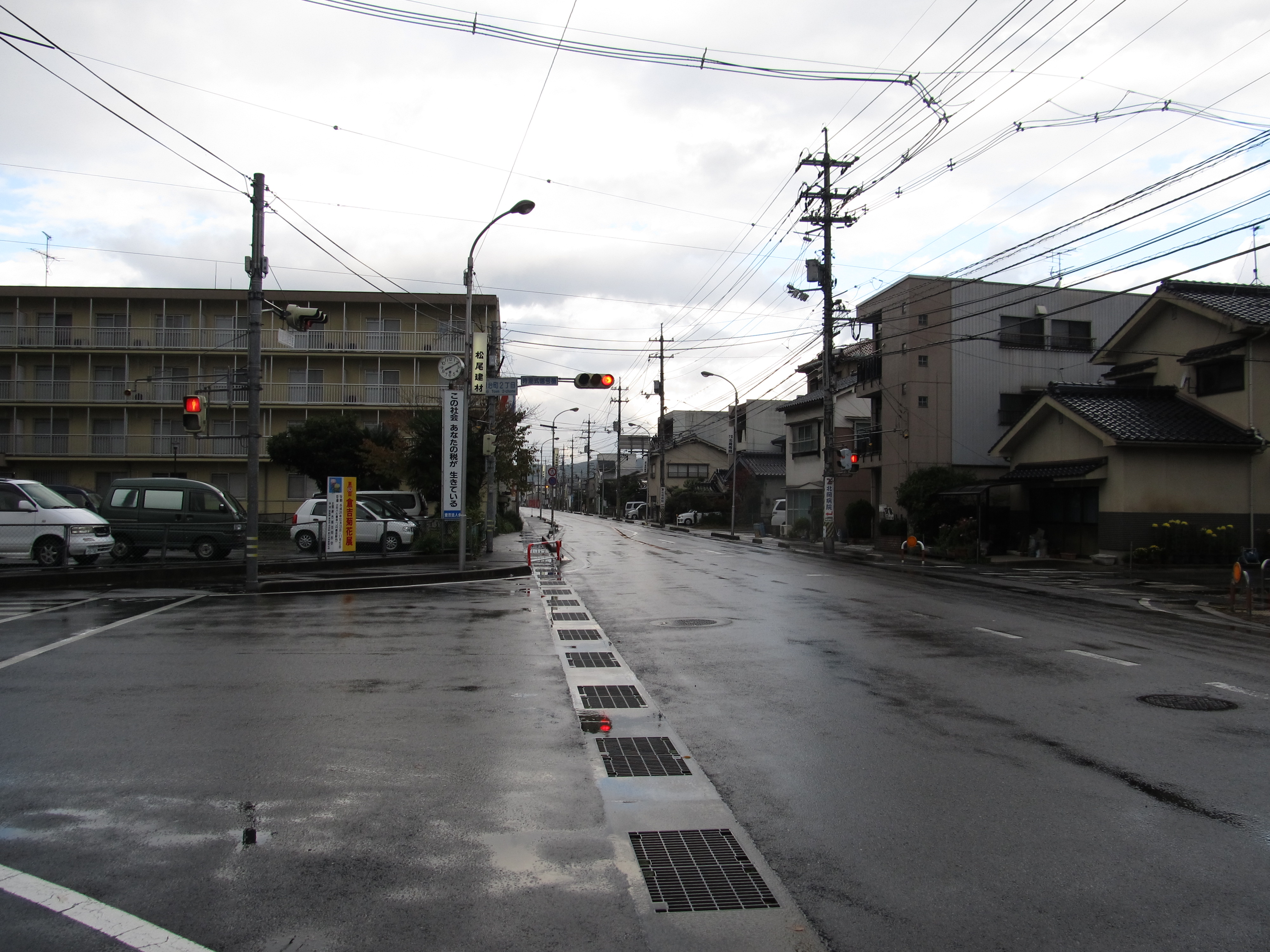
倉吉市明治町2丁目
明治町2丁目交差点

### 通過する自治体
- 鳥取県
  - 倉吉市 - 東伯郡北栄町

### 交差する道路
| 交差する道路                                          | 市町村名 | 市町村名 | 交差する場所 | 交差する場所        |
| ----------------------------------------------------- | -------- | -------- | ------------ | ------------------- |
| 国道313号 重複区間起点 鳥取県道161号倉吉江北線 / 別線 | 倉吉市   | 倉吉市   | 旭田町       | 旭田町交差点 / 起点 |
| 国道313号 重複区間終点                                | 倉吉市   | 倉吉市   | 福吉町       | 福吉町交差点        |
| 鳥取県道161号倉吉江北線 / 別線                        | 倉吉市   | 倉吉市   | 大正町2丁目  | 大正町2丁目交差点   |
| 倉吉市道仲ノ町明治町2丁目線                           | 倉吉市   | 倉吉市   | 明治町2丁目  | 明治町2丁目交差点   |
| 鳥取県道501号倉吉東郷自転車道線                       | 倉吉市   | 倉吉市   | 宮川町2丁目  |                     |
| 鳥取県道312号倉吉環状線                               | 倉吉市   | 倉吉市   | 巌城         |                     |
| 鳥取県道236号巌城上灘線                               | 倉吉市   | 倉吉市   | 巌城         | 巌城橋西詰交差点    |
| 鳥取県道201号上井北条線                               | 倉吉市   | 倉吉市   | 小田         | [ 注釈 1 ]          |
| 鳥取県道249号清谷北条線 重複区間起点                  | 倉吉市   | 倉吉市   | 新田         | 新田橋西詰交差点    |
| 鳥取県道249号清谷北条線 重複区間終点                  | 倉吉市   | 倉吉市   | 大塚         |                     |
| 鳥取県道320号羽合東伯線                               | 東伯郡   | 北栄町   | 江北         | 天神橋西交差点      |
| 国道9号 鳥取県道503号赤碕東郷自転車道線 重複          | 東伯郡   | 北栄町   | 江北         | 終点                |

### 交差する鉄道
- 山陰本線

### 沿線
- 倉吉市立東中学校
- 小鴨川
- 天神川